# Juan Manuel Díaz Caneja
Juan Manuel Díaz Caneja, né en 1905 et mort en 1988, est un peintre espagnol.

## Biographie
Il s'installe à Madrid pour étudier l'architecture mais abandonne rapidement cette carrière pour se consacrer à la peinture. Pendant plusieurs années, il fréquente l'atelier de Daniel Vázquez Díaz et participe activement à la vie culturelle des cercles d'avant-garde de Madrid, devenant membre en 1927 de la Première Escuela de Vallecas, un groupe d'artistes et d'intellectuels autour du peintre Benjamín Palencia et du sculpteur Alberto.
Il est récompensé en 1980, avec d'autres artistes, du Prix national d'arts plastiques.